# Festival du cinéma américain de Deauville 1995
Le Festival du cinéma américain de Deauville 1995, la 21e édition du festival, s'est déroulé du 1er au 10 septembre 1995.

## Jury

### Jury de la sélection officielle
- Andreï Kontchalovski (Président du Jury)
- Anouk Aimée
- Yvan Attal
- René Bonnell
- Élie Chouraqui
- Valérie Kaprisky
- Michael Lonsdale
- Mathilda May
- Claudie Ossard
- Steven Zaillian

## Sélection

### En Compétition
- Ça tourne à Manhattan de Tom DiCillo
- Denise au téléphone de Hal Salwen
- Les Frères McMullen de Edward Burns
- Swimming with Sharks de George Huang
- Search and Destroy : En plein cauchemar de David Salle
- Jeffrey de Christopher Ashley
- The Last Good Time de Bob Balaban
- French Exit de Daphna Kastner
- Red Ribbon Blues de Charles Winkler

### Hommages
- Irwin Winkler
- Jack Nicholson
- Sean Penn
- Kevin Costner
- Billy Crystal
- Robert De Niro

## Palmarès
| Prix                               | Lauréat                                                                  |
| ---------------------------------- | ------------------------------------------------------------------------ |
| Grand prix                         | Ça tourne à Manhattan de Tom DiCillo                                     |
| Prix du jury ex æquo               | Denise au téléphone de Hal Salwen et Les Frères McMullen de Edward Burns |
| Prix de la critique internationale | Swimming with Sharks de George Huang                                     |
| Prix du public                     | Ça tourne à Manhattan de Tom DiCillo                                     |

### Premières - Hors compétition
- Dolores Claiborne – Taylor Hackford